# Magy Imoberdorf
Magy Imoberdorf (n. 1949) es una artista, publicitaria brasileña de origen suiza. Llegó de su tierra natal, a los 23 años, para instalarse en Sāo Paulo.
Posee una formación universitaria en el diseño gráfico. Sus campañas más conocidas fueron hechas para la empresa Lycra y principalmente para la Caninha 51, para quienes creó el eslogan "Uma Boa Idéia", uno de los más nombrados de la historia de la propaganda brasileña. Es también una destacada artista plástica, habiendo hecho exposiciones en el Brasil y en el exterior desde 1984.
En 1989, escribió sobre su propia creación artística en el libro Tudo o que você quis saber sobre propaganda mas ninguém teve paciência para explicar (ISBN 85-22405301), un clásico hecho con otros profesionales especialistas de la propaganda.
Fue directora de creación de la Agencia Lage'Magy. La Talent detentaba el 60% de la sociedad con la Lage'Magy, desde 2000 (cuando se inició la asociación entre las dos agencias). La Talent forzó a la Lage'Magy a escoger entre el cierre de la empresa o comprar la participación en la Talent. Entonces Lage'Magy rompió con Talent y pasó por una crisis en que tuvo que despedir a buena parte del personal.